# Campeonato Mundial de Basquetebol Feminino de 2014

Campeonato Mundial\Copa do Mundo de Basquetebol Feminino de 2014 foi a décima sétima edição do evento da FIBA, sediado na Turquia. Disputada entre 27 de setembro e 5 de outubro entre 16 seleções nacionais, foi mais uma vez vencido pelos Estados Unidos.

## Cidades e Sedes
| Cidades e Sedes                 | Cidades e Sedes                      | Cidades e Sedes                     |
| ------------------------------- | ------------------------------------ | ----------------------------------- |
| Ankara                          | Istambul                             | Istambul                            |
| Ankara Arena Capacidade: 10.339 | Abdi İpekçi Arena Capacidade: 10.500 | Fenerbahçe Arena Capacidade: 13.800 |
|                                 |                                      |                                     |

## Equipes classificadas
| Evento                                    | Data                             | Local             | Vagas | Classificados                                              |
| ----------------------------------------- | -------------------------------- | ----------------- | ----- | ---------------------------------------------------------- |
| País Sede                                 | 13 Março de 2011                 |                   | 1     | Turquia                                                    |
| Londres 2012                              | 29 de Julho–12 de Agosto de 2012 | Londres           | 1     | Estados Unidos                                             |
| EuroBasket Feminino de 2013               | 15 a 30 de Junho de 2013         | França            | 5     | Espanha · França · Sérvia · Bielorrússia · República Checa |
| FIBA Oceania de 2013                      | 14 a 18 Agosto de 2013           | Auckland Canberra | 1     | Austrália                                                  |
| FIBA Africa de 2013                       | 20 a 29 Setembro de 2013         | Maputo            | 2     | Angola · Moçambique                                        |
| Copa América de Basquete Feminino de 2013 | 21 a 28 Setembro de 2013         | Xalapa            | 3     | Cuba · Canadá · Brasil                                     |
| FIBA Ásia de 2013                         | 27 Outubro a 3 Novembro de 2013  | Bangkok           | 3     | Japão · Coreia do Sul · China                              |
| Total                                     |                                  |                   | 16    |                                                            |

## Fase de Grupos

### Grupo A (Ankara)
| Pos. | Seleção         | Pts | J | V | D | PM  | PS  | Dif |
| ---- | --------------- | --- | - | - | - | --- | --- | --- |
| 1    | Espanha         | 4   | 3 | 3 | 0 | 157 | 106 | +51 |
| 2    | República Checa | 4   | 3 | 2 | 1 | 139 | 112 | +27 |
| 3    | Brasil          | 2   | 3 | 1 | 2 | 111 | 151 | -40 |
| 4    | Japão           | 2   | 3 | 0 | 3 | 107 | 145 | -38 |

| 27 de Setembro de 2014 16:15 | Boxscore | Japão                                                                  | 50–74 | Espanha                                       |  | Ankara Arena, Ankara Público: 800 Árbitros: Jakub Zamojski (POL), Toni Caldwell (AUS), Jasmina Juras (SRB) |  |
| 27 de Setembro de 2014 16:15 | Boxscore | Placar por quarto: 13–21, 15–21, 4–24, 18–8                            |       |                                               |  | Ankara Arena, Ankara Público: 800 Árbitros: Jakub Zamojski (POL), Toni Caldwell (AUS), Jasmina Juras (SRB) |  |
| 27 de Setembro de 2014 16:15 | Boxscore | Pts: Tokashiki 19 Rbts: Tokashiki, Asako O 7 Asts: Kudeken, Kurihara 4 |       | Pts: Lyttle 19 Rbts: Lyttle 12 Asts: Xargay 6 |  | Ankara Arena, Ankara Público: 800 Árbitros: Jakub Zamojski (POL), Toni Caldwell (AUS), Jasmina Juras (SRB) |  |

| 27 de Setembro de 2014 21:15 | Boxscore | Brasil                                                          | 55–68 | República Checa                                    |  | Ankara Arena, Ankara Público: 3,200 Árbitros: Roberto Chiari (ITA), Kim Bo-hui (KOR), Roberto Oliveros (VEN) |  |
| 27 de Setembro de 2014 21:15 | Boxscore | Placar por quarto: 7–17, 13–10, 16–23, 19–18                    |       |                                                    |  | Ankara Arena, Ankara Público: 3,200 Árbitros: Roberto Chiari (ITA), Kim Bo-hui (KOR), Roberto Oliveros (VEN) |  |
| 27 de Setembro de 2014 21:15 | Boxscore | Pts: dos Santos 10 Rbts: dos Santos, de Souza 10 Asts: Paixão 3 |       | Pts: Hanušová 15 Rbts: Veselá 11 Asts: Bartoňová 8 |  | Ankara Arena, Ankara Público: 3,200 Árbitros: Roberto Chiari (ITA), Kim Bo-hui (KOR), Roberto Oliveros (VEN) |  |

| 28 de Setembro de 2014 16:15 | Boxscore | República Checa                                               | 71–57 | Japão                                          |  | Ankara Arena, Ankara Público: 900 Árbitros: Fernando Sampietro (ARG), Babcar Guèye (SEN), Anne Panther (GER) |  |
| 28 de Setembro de 2014 16:15 | Boxscore | Placar por quarto: 18–16, 15–22, 20–13, 18–6                  |       |                                                |  | Ankara Arena, Ankara Público: 900 Árbitros: Fernando Sampietro (ARG), Babcar Guèye (SEN), Anne Panther (GER) |  |
| 28 de Setembro de 2014 16:15 | Boxscore | Pts: Kulichová 19 Rbts: Kulichová 9 Asts: Veselá, Bartoňová 4 |       | Pts: Miyamoto 16 Rbts: Takada 7 Asts: Mamiya 4 |  | Ankara Arena, Ankara Público: 900 Árbitros: Fernando Sampietro (ARG), Babcar Guèye (SEN), Anne Panther (GER) |  |

| 28 de Setembro de 2014 21:15 | Boxscore | Espanha                                                | 83–56 | Brasil                                                  |  | Ankara Arena, Ankara Público: 1,500 Árbitros: Amy Bonner (USA), Tomas Jasevičius (LTU), Wang Zebo (CHN) |  |
| 28 de Setembro de 2014 21:15 | Boxscore | Placar por quarto: 12–13, 29–13, 20–14, 22–16          |       |                                                         |  | Ankara Arena, Ankara Público: 1,500 Árbitros: Amy Bonner (USA), Tomas Jasevičius (LTU), Wang Zebo (CHN) |  |
| 28 de Setembro de 2014 21:15 | Boxscore | Pts: Torrens, Lyttle 15 Rbts: Lyttle 13 Asts: Lyttle 5 |       | Pts: de Souza 12 Rbts: de Souza 7 Asts: Pinto, Paixão 4 |  | Ankara Arena, Ankara Público: 1,500 Árbitros: Amy Bonner (USA), Tomas Jasevičius (LTU), Wang Zebo (CHN) |  |

| 30 de Setembro de 2014 14:00 | Boxscore | Brasil                                                 | 79–56 | Japão                                         |  | Ankara Arena, Ankara Público: 500 Árbitros: Jakub Zamojski (POL), Toni Caldwell (AUS), Roberto Oliveros (VEN) |  |
| 30 de Setembro de 2014 14:00 | Boxscore | Placar por quarto: 22 - 11, 19 - 20=, 19 - 14, 19 - 11 |       |                                               |  | Ankara Arena, Ankara Público: 500 Árbitros: Jakub Zamojski (POL), Toni Caldwell (AUS), Roberto Oliveros (VEN) |  |
| 30 de Setembro de 2014 14:00 | Boxscore | Pts: Teixeira 27 Rbts: de Souza 11 Asts: Pinto 6       |       | Pts: Mamiya 13 Rbts: Takada 9 Asts: Kudeken 4 |  | Ankara Arena, Ankara Público: 500 Árbitros: Jakub Zamojski (POL), Toni Caldwell (AUS), Roberto Oliveros (VEN) |  |

| 30 Setembro de 2014 16:15 | Boxscore | Espanha                                               | 67–43 | República Checa                                      |  | Ankara Arena, Ankara Público: 600 Árbitros: Roberto Chiari (ITA), Jasmina Juras (SRB), Wang Zebo (CHN) |  |
| 30 Setembro de 2014 16:15 | Boxscore | Placar por quarto: 14–9, 20–12, 14–13, 19–9           |       |                                                      |  | Ankara Arena, Ankara Público: 600 Árbitros: Roberto Chiari (ITA), Jasmina Juras (SRB), Wang Zebo (CHN) |  |
| 30 Setembro de 2014 16:15 | Boxscore | Pts: Lyttle 17 Rbts: Lyttle 14 Asts: Torrens, Palau 4 |       | Pts: Bartoňová 8 Rbts: Kulichová 9 Asts: Bartoňová 4 |  | Ankara Arena, Ankara Público: 600 Árbitros: Roberto Chiari (ITA), Jasmina Juras (SRB), Wang Zebo (CHN) |  |

### Grupo B (Ankara)
| Pos. | Seleção    | Pts | J | V | D | PM  | PS  | Dif |
| ---- | ---------- | --- | - | - | - | --- | --- | --- |
| 1    | Turquia    | 6   | 3 | 2 | 0 | 169 | 146 | +23 |
| 2    | França     | 5   | 3 | 2 | 1 | 200 | 154 | +46 |
| 3    | Canadá     | 3   | 3 | 1 | 2 | 172 | 172 | 0   |
| 4    | Moçambique | 3   | 3 | 0 | 3 | 53  | 222 | -69 |

| 27 de Setembro de 2014 14:00 | Boxscore | Moçambique                                      | 54–69 | Canadá                                                          |  | Ankara Arena, Ankara Público: 700 Árbitros: Anne Panther (GER), Babacar Guèye (SEN), Wang Zebo (CHN) |  |
| 27 de Setembro de 2014 14:00 | Boxscore | Placar por quarto: 18–22, 14–13, 10–18, 12–16   |       |                                                                 |  | Ankara Arena, Ankara Público: 700 Árbitros: Anne Panther (GER), Babacar Guèye (SEN), Wang Zebo (CHN) |  |
| 27 de Setembro de 2014 14:00 | Boxscore | Pts: Muianga 14 Rbts: Dongue 10 Asts: Ngulela 6 |       | Pts: três atletas 11 Rbts: Gaucher, Ayim 7 Asts: três atletas 4 |  | Ankara Arena, Ankara Público: 700 Árbitros: Anne Panther (GER), Babacar Guèye (SEN), Wang Zebo (CHN) |  |

| 27 de Setembro de 2014 19:00 | Boxscore | Turquia                                              | 50–48 | França                                      |  | Ankara Arena, Ankara Público: 10,000 Árbitros: Amy Bonner (USA), Tomas Jasevičius (LTU), Fernando Sampietro (ARG) |  |
| 27 de Setembro de 2014 19:00 | Boxscore | Placar por quarto: 14–15, 3–12, 21–10, 12–11         |       |                                             |  | Ankara Arena, Ankara Público: 10,000 Árbitros: Amy Bonner (USA), Tomas Jasevičius (LTU), Fernando Sampietro (ARG) |  |
| 27 de Setembro de 2014 19:00 | Boxscore | Pts: Sanders 13 Rbts: Sanders 7 Asts: três atletas 3 |       | Pts: Gruda 11 Rbts: Gruda 13 Asts: Dumerc 5 |  | Ankara Arena, Ankara Público: 10,000 Árbitros: Amy Bonner (USA), Tomas Jasevičius (LTU), Fernando Sampietro (ARG) |  |

| 28 de Setembro de 2014 14:00 | Boxscore | França                                              | 89–45 | Moçambique                                     |  | Ankara Arena, Ankara Público: 500 Árbitros: Jasmina Juras (SRB), Kim Bo-hui (KOR), Jakub Zamojski (POL) |  |
| 28 de Setembro de 2014 14:00 | Boxscore | Placar por quarto: 20–13, 27–8, 24–10, 18–14        |       |                                                |  | Ankara Arena, Ankara Público: 500 Árbitros: Jasmina Juras (SRB), Kim Bo-hui (KOR), Jakub Zamojski (POL) |  |
| 28 de Setembro de 2014 14:00 | Boxscore | Pts: Gruda 19 Rbts: Gruda 7 Asts: Dumerc , Skrela 6 |       | Pts: Dongue 18 Rbts: Dongue 11 Asts: Ngulela 6 |  | Ankara Arena, Ankara Público: 500 Árbitros: Jasmina Juras (SRB), Kim Bo-hui (KOR), Jakub Zamojski (POL) |  |

| 28 de Setembro de 2014 19:00 | Boxscore | Canadá                                                           | 44–55 | Turquia                                                 |  | Ankara Arena, Ankara Público: 10,000 Árbitros: Roberto Chiari (ITA), Toni Caldwell (AUS), Roberto Oliveros (VEN) |  |
| 28 de Setembro de 2014 19:00 | Boxscore | Placar por quarto: 17–17, 5–7, 9–7, 13–25                        |       |                                                         |  | Ankara Arena, Ankara Público: 10,000 Árbitros: Roberto Chiari (ITA), Toni Caldwell (AUS), Roberto Oliveros (VEN) |  |
| 28 de Setembro de 2014 19:00 | Boxscore | Pts: Gaucher , K. Plouffe 9 Rbts: três atletas 5 Asts: Gaucher 2 |       | Pts: Sanders 18 Rbts: Alben, Sanders 6 Asts: Vardarlı 6 |  | Ankara Arena, Ankara Público: 10,000 Árbitros: Roberto Chiari (ITA), Toni Caldwell (AUS), Roberto Oliveros (VEN) |  |

| 30 de Setembro de 2014 19:00 | Boxscore | Moçambique                                   | 54–64 | Turquia                                         |  | Ankara Arena, Ankara Público: 9,600 Árbitros: Amy Bonner (USA), Babacar Guèye (SEN), Tomas Jasevičius (LTU) |  |
| 30 de Setembro de 2014 19:00 | Boxscore | Placar por quarto: 12–18, 11–18, 15–19, 16–9 |       |                                                 |  | Ankara Arena, Ankara Público: 9,600 Árbitros: Amy Bonner (USA), Babacar Guèye (SEN), Tomas Jasevičius (LTU) |  |
| 30 de Setembro de 2014 19:00 | Boxscore | Pts: Dongue 17 Rbts: Dongue 14 Asts: Cossa 6 |       | Pts: İvegin 13 Rbts: Çağlar 9 Asts: Palazoğlu 4 |  | Ankara Arena, Ankara Público: 9,600 Árbitros: Amy Bonner (USA), Babacar Guèye (SEN), Tomas Jasevičius (LTU) |  |

| 30 de Setembro de 2014 21:15 | Boxscore | França                                                    | 63–59 | Canadá                                             |  | Ankara Arena, Ankara Público: 1,800 Árbitros: Fernando Sampietro (ARG), Kim Bo-hui (KOR), Anne Panther (GER) |  |
| 30 de Setembro de 2014 21:15 | Boxscore | Placar por quarto: 15–17, 16–13, 16–13, 16–16             |       |                                                    |  | Ankara Arena, Ankara Público: 1,800 Árbitros: Fernando Sampietro (ARG), Kim Bo-hui (KOR), Anne Panther (GER) |  |
| 30 de Setembro de 2014 21:15 | Boxscore | Pts: Gruda 13 Rbts: three players 6 Asts: Gruda, Dumerc 3 |       | Pts: Tatham 11 Rbts: M. Plouffe 5 Asts: Langolis 5 |  | Ankara Arena, Ankara Público: 1,800 Árbitros: Fernando Sampietro (ARG), Kim Bo-hui (KOR), Anne Panther (GER) |  |

### Grupo C (Istanbul)
| Pos. | Seleção       | Pts | J | V | D | PM  | PS  | Dif  |
| ---- | ------------- | --- | - | - | - | --- | --- | ---- |
| 1    | Austrália     | 6   | 3 | 3 | 0 | 264 | 156 | +108 |
| 2    | Bielorrússia  | 5   | 3 | 2 | 1 | 185 | 220 | -35  |
| 3    | Cuba          | 4   | 3 | 1 | 2 | 199 | 217 | -34  |
| 4    | Coréia do Sul | 3   | 3 | 0 | 3 | 175 | 230 | -55  |

| 27 de Setembro de 2014 14:15 | Boxscore | Cuba                                                   | 57–90 | Austrália                                            |  | Abdi İpekçi Arena, Istanbul Público: 675 Árbitros: Elena Chernova (RUS), José Fernández (CRC), Robert Vyklický (CZE) |  |
| 27 de Setembro de 2014 14:15 | Boxscore | Placar por quarto: 6–23, 25–22, 7–23, 19–22            |       |                                                      |  | Abdi İpekçi Arena, Istanbul Público: 675 Árbitros: Elena Chernova (RUS), José Fernández (CRC), Robert Vyklický (CZE) |  |
| 27 de Setembro de 2014 14:15 | Boxscore | Pts: Amargo 19 Rbts: Cepeda, Noblet 7 Asts: Casanova 3 |       | Pts: Taylor 20 Rbts: Jarry, Snell 6 Asts: Mitchell 8 |  | Abdi İpekçi Arena, Istanbul Público: 675 Árbitros: Elena Chernova (RUS), José Fernández (CRC), Robert Vyklický (CZE) |  |

| 27 de Setembro de 2014 16:30 | Boxscore | Coreia do Sul                                       | 64–70 | Bielorrússia                                          |  | Abdi İpekçi Arena, Istanbul Público: 750 Árbitros: Karen Lasuik (CAN), Snehal Bendke (IND), Adrian Nunes (URU) |  |
| 27 de Setembro de 2014 16:30 | Boxscore | Placar por quarto: 23–11, 7–21, 15–23, 19–15        |       |                                                       |  | Abdi İpekçi Arena, Istanbul Público: 750 Árbitros: Karen Lasuik (CAN), Snehal Bendke (IND), Adrian Nunes (URU) |  |
| 27 de Setembro de 2014 16:30 | Boxscore | Pts: Park J-s. 15 Rbts: Lee S-a. 8 Asts: Lee S-a. 7 |       | Pts: Snytsina 17 Rbts: Leuchanka 11 Asts: Leuchanka 6 |  | Abdi İpekçi Arena, Istanbul Público: 750 Árbitros: Karen Lasuik (CAN), Snehal Bendke (IND), Adrian Nunes (URU) |  |

| 28 de Setembro 2014 14:15 | Boxscore | Austrália                                                | 87–54 | Coreia do Sul                                                |  | Abdi İpekçi Arena, Istanbul Público: 450 Árbitros: Carole Delauné (FRA), Abdelaziz Abassi (TUN), Özlem Yalman (TUR) |  |
| 28 de Setembro 2014 14:15 | Boxscore | Placar por quarto: 25–9, 20–13, 21–15, 21–17             |       |                                                              |  | Abdi İpekçi Arena, Istanbul Público: 450 Árbitros: Carole Delauné (FRA), Abdelaziz Abassi (TUN), Özlem Yalman (TUR) |  |
| 28 de Setembro 2014 14:15 | Boxscore | Pts: Hodges 14 Rbts: Richards, Burton 6 Asts: Phillips 7 |       | Pts: Kim Y-j. 17 Rbts: Lee S-a. 8 Asts: Shin J-h., Lee S-a 3 |  | Abdi İpekçi Arena, Istanbul Público: 450 Árbitros: Carole Delauné (FRA), Abdelaziz Abassi (TUN), Özlem Yalman (TUR) |  |

| 28 de Setembro de 2014 19:15 | Boxscore | Bielorrússia                                       | 70–69 | Cuba                                               |  | Abdi İpekçi Arena, Istanbul Público: 470 Árbitros: Renaud Geller (BEL), Antonio Conde (ESP), Guilherme Locatelli (BRA) |  |
| 28 de Setembro de 2014 19:15 | Boxscore | Placar por quarto: 15–22, 20–15, 15–19, 20–13      |       |                                                    |  | Abdi İpekçi Arena, Istanbul Público: 470 Árbitros: Renaud Geller (BEL), Antonio Conde (ESP), Guilherme Locatelli (BRA) |  |
| 28 de Setembro de 2014 19:15 | Boxscore | Pts: Leuchanka 20 Rbts: Leuchanka 18 Asts: Drozd 4 |       | Pts: Oquendo 19 Rbts: Oquendo 10 Asts: Casanova 10 |  | Abdi İpekçi Arena, Istanbul Público: 470 Árbitros: Renaud Geller (BEL), Antonio Conde (ESP), Guilherme Locatelli (BRA) |  |

| 30 de Setembro de 2014 16:30 | Boxscore | Austrália | – | Bielorrússia |  | Abdi İpekçi Arena, Istanbul |  |

| 30 de Setembro de 2014 19:15 | Boxscore | Coreia do Sul | – | Cuba |  | Abdi İpekçi Arena, Istanbul |  |

### Grupo D (Istambul)
| Pos. | Seleção        | Pts | J | V | D | PM  | PS  | Dif  |
| ---- | -------------- | --- | - | - | - | --- | --- | ---- |
| 1    | Estados Unidos | 6   | 3 | 3 | 0 | 241 | 199 | +126 |
| 2    | Sérvia         | 5   | 3 | 1 | 2 | 241 | 199 | +42  |
| 3    | China          | 4   | 3 | 1 | 2 | 184 | 191 | -7   |
| 4    | Angola         | 3   | 3 | 0 | 3 | 125 | 286 | -161 |

| 27 de Setembro de 2014 19:15 | Boxscore | Sérvia                                              | 102–42 | Angola                                                                   |  | Abdi İpekçi Arena, Istanbul Público: 650 Árbitros: Antonio Conde (ESP), Abdelaziz Abassi (TUN), Carole Delauné (FRA) |  |
| 27 de Setembro de 2014 19:15 | Boxscore | Placar por quarto: 22–10, 24–8, 27–18, 29–6         |        |                                                                          |  | Abdi İpekçi Arena, Istanbul Público: 650 Árbitros: Antonio Conde (ESP), Abdelaziz Abassi (TUN), Carole Delauné (FRA) |  |
| 27 de Setembro de 2014 19:15 | Boxscore | Pts: Milovanović 16 Rbts: Radočaj 6 Asts: Dabović 6 |        | Pts: Eusébio, Tomás 9 Rbts: Tomás, Maurício 5 Asts: Eusébio, Guadalupe 2 |  | Abdi İpekçi Arena, Istanbul Público: 650 Árbitros: Antonio Conde (ESP), Abdelaziz Abassi (TUN), Carole Delauné (FRA) |  |

| 27 de Setembro de 2014 21:30 | Boxscore | China                                                              | 56–87 | Estados Unidos                                                |  | Abdi İpekçi Arena, Istanbul Público: 1,100 Árbitros: Guilherme Locatelli (BRA), Renaud Geller (BEL), Özlem Yalman (TUR) |  |
| 27 de Setembro de 2014 21:30 | Boxscore | Placar por quarto: 13–20, 19–19, 8–21, 16–27                       |       |                                                               |  | Abdi İpekçi Arena, Istanbul Público: 1,100 Árbitros: Guilherme Locatelli (BRA), Renaud Geller (BEL), Özlem Yalman (TUR) |  |
| 27 de Setembro de 2014 21:30 | Boxscore | Pts: Chen X, Sun M 10 Rbts: Gao S, Zhang L 6 Asts: Yang L, Sun M 2 |       | Pts: Moore, Griner 15 Rbts: Charles 15 Asts: quatro atletas 3 |  | Abdi İpekçi Arena, Istanbul Público: 1,100 Árbitros: Guilherme Locatelli (BRA), Renaud Geller (BEL), Özlem Yalman (TUR) |  |

| 28 de Setembro de 2014 16:30 | Boxscore | Angola                                            | 39–65 | China                                                  |  | Abdi İpekçi Arena, Istanbul Público: 420 Árbitros: Elena Chernova (RUS), Karen Lasuik (CAN), Adrian Nunes (URU) |  |
| 28 de Setembro de 2014 16:30 | Boxscore | Placar por quarto: 10–15, 5–15, 12–22, 12–13      |       |                                                        |  | Abdi İpekçi Arena, Istanbul Público: 420 Árbitros: Elena Chernova (RUS), Karen Lasuik (CAN), Adrian Nunes (URU) |  |
| 28 de Setembro de 2014 16:30 | Boxscore | Pts: Maurício 18 Rbts: Guadalupe 7 Asts: Filipe 2 |       | Pts: Shao T 14 Rbts: Cheng F, Zhang L 6 Asts: Chen X 6 |  | Abdi İpekçi Arena, Istanbul Público: 420 Árbitros: Elena Chernova (RUS), Karen Lasuik (CAN), Adrian Nunes (URU) |  |

| 28 de Setembro de 2014 21:30 | Boxscore | Estados Unidos                                | 94–74 | Sérvia                                                             |  | Abdi İpekçi Arena, Istanbul Público: 700 Árbitros: Robert Vyklický (CZE), Snehal Bendke (IND), José Fernández (CRC) |  |
| 28 de Setembro de 2014 21:30 | Boxscore | Placar por quarto: 17–21, 32–21, 21–22, 24–10 |       |                                                                    |  | Abdi İpekçi Arena, Istanbul Público: 700 Árbitros: Robert Vyklický (CZE), Snehal Bendke (IND), José Fernández (CRC) |  |
| 28 de Setembro de 2014 21:30 | Boxscore | Pts: Taurasi 20 Rbts: Moore 12 Asts: Moore 6  |       | Pts: Dabović 24 Rbts: Milovanović 9 Asts: M. Dabović, A. Dabović 3 |  | Abdi İpekçi Arena, Istanbul Público: 700 Árbitros: Robert Vyklický (CZE), Snehal Bendke (IND), José Fernández (CRC) |  |

| 30 de Setembro de 2014 14:15 | Boxscore | Sérvia | – | China |  | Abdi İpekçi Arena, Istanbul |  |

| 30 de Setembro de 2014 21:30 | Boxscore | Estados Unidos | – | Angola |  | Abdi İpekçi Arena, Istanbul |  |

## Fase Final
|  | Oitavas          | Oitavas        |                |                | Quartas        | Quartas        |                |                     | Semifinais          | Semifinais |  |  | Final | Final |
|  |                  |                |                |                |                |                |                |                     |                     |            |  |  |       |       |
|  |                  |                |                |                | 3 October 2014 |                |                |                     |                     |            |  |  |       |       |
|  | 1 October 2014   |                |                |                |                |                |                |                     |                     |            |  |  |       |       |
|  | Espanha          | 71             |                |                |                |                |                |                     |                     |            |  |  |       |       |
|  | Espanha          | 71             | Bielorrússia   | 67             | 4 October 2014 | 4 October 2014 |                |                     |                     |            |  |  |       |       |
|  |                  | China          | Bielorrússia   | 67             | 4 October 2014 | 4 October 2014 | 55             |                     |                     |            |  |  |       |       |
|  | China            | China          | 72             |                | Espanha        | 66             | 55             |                     |                     |            |  |  |       |       |
|  | China            | 3 October 2014 | 72             |                | Espanha        | 66             |                |                     |                     |            |  |  |       |       |
|  | 1 October 2014   | 1 October 2014 |                | Turquia        | 56             |                |                |                     |                     |            |  |  |       |       |
|  | 1 October 2014   | 1 October 2014 | Turquia        | Turquia        | 56             | 62             |                |                     |                     |            |  |  |       |       |
|  | Sérvia           | 86             | Turquia        |                |                | 62             | 5 October 2014 | 5 October 2014      |                     |            |  |  |       |       |
|  | Sérvia           | 86             |                | Sérvia         | 61             |                | 5 October 2014 | 5 October 2014      |                     |            |  |  |       |       |
|  | Cuba             | 79             |                | Sérvia         | 61             | Espanha        | 64             |                     |                     |            |  |  |       |       |
|  | Cuba             | 79             | 3 October 2014 |                |                | Espanha        | 64             |                     |                     |            |  |  |       |       |
|  | 1 October 2014   | 1 October 2014 |                | Estados Unidos | 77             |                |                |                     |                     |            |  |  |       |       |
|  | 1 October 2014   | 1 October 2014 | Austrália      | Estados Unidos | 77             | 63             |                |                     |                     |            |  |  |       |       |
|  | República Tcheca | 71             | Austrália      | 4 October 2014 | 4 October 2014 | 63             |                |                     |                     |            |  |  |       |       |
|  | República Tcheca | 71             |                | 4 October 2014 | 4 October 2014 | Canadá         | 52             |                     |                     |            |  |  |       |       |
|  | Canadá           | 91             |                | Austrália      | 70             | Canadá         | 52             | Disputa do 3º lugar | Disputa do 3º lugar |            |  |  |       |       |
|  | Canadá           | 91             | 3 October 2014 | Austrália      | 70             |                |                | Disputa do 3º lugar | Disputa do 3º lugar |            |  |  |       |       |
|  | 1 October 2014   | 1 October 2014 |                | Estados Unidos | 82             |                | 5 October 2014 | 5 October 2014      |                     |            |  |  |       |       |
|  | 1 October 2014   | 1 October 2014 | Estados Unidos | Estados Unidos | 82             | 94             | 5 October 2014 | 5 October 2014      |                     |            |  |  |       |       |
|  | França           | 61             | Estados Unidos |                |                | 94             | Turquia        | 44                  |                     |            |  |  |       |       |
|  | França           | 61             |                | França         | 72             |                | Turquia        | 44                  |                     |            |  |  |       |       |
|  | Brasil           | 48             |                | França         | 72             | Austrália      | 74             |                     |                     |            |  |  |       |       |
|  | Brasil           | 48             |                |                |                | Austrália      | 74             |                     |                     |            |  |  |       |       |

Torneio de consolação
|  | Semifinais disputa 5–8° | Semifinais disputa 5–8° |    |                | Disputa de 5°  | Disputa de 5° |  |
|  |                         |                         |    |                |                |               |  |
|  | 4 October 2014          |                         |    |                |                |               |  |
|  | China                   | 85                      |    |                |                |               |  |
|  | Sérvia                  | 69                      |    |                |                |               |  |
|  |                         |                         |    |                |                |               |  |
|  |                         |                         |    |                | 5 October 2014 |               |  |
|  |                         |                         |    |                | China          | 53            |  |
|  |                         | Canadá                  | 61 |                |                |               |  |
|  |                         |                         |    |                |                |               |  |
|  |                         |                         |    |                |                |               |  |
|  |                         |                         |    |                | Disputa de 7°  |               |  |
|  | 4 October 2014          | 4 October 2014          |    | 5 October 2014 | 5 October 2014 |               |  |
|  | Canadá                  | 55                      |    | Sérvia         | 74             |               |  |
|  | França                  | 40                      |    |                | França         | 88            |  |

### Fase Eliminatória
| 1 de Outubro de 2014 | Boxscore | Bielorrússia                                              | 67–72 | China                                             |  | Ankara Arena, Ankara Público: 300 Árbitros: Robert Vyklický (CZE), Snehal Bendke (IND), Carole Delauné (FRA) |  |
| 1 de Outubro de 2014 | Boxscore | Placar por quarto: 20–19, 23–13, 17–15, 7–25              |       |                                                   |  | Ankara Arena, Ankara Público: 300 Árbitros: Robert Vyklický (CZE), Snehal Bendke (IND), Carole Delauné (FRA) |  |
| 1 de Outubro de 2014 | Boxscore | Pts: Likhtarovich 20 Rbts: Leuchanka 13 Asts: Leuchanka 9 |       | Pts: Shao T. 23 Rbts: Lu W. 8 Asts: six players 2 |  | Ankara Arena, Ankara Público: 300 Árbitros: Robert Vyklický (CZE), Snehal Bendke (IND), Carole Delauné (FRA) |  |

| 1 de Outubro de 2014 | Boxscore | República Tcheca                                  | 71–91 | Canadá                                             |  | Abdi İpekçi Arena, Istanbul Público: 450 Árbitros: Amy Bonner (USA), Wang Zebo (CHN), Jakub Zamojski (POL) |  |
| 1 de Outubro de 2014 | Boxscore | Placar por quarto: 13–22, 19–22, 23–21, 16–26     |       |                                                    |  | Abdi İpekçi Arena, Istanbul Público: 450 Árbitros: Amy Bonner (USA), Wang Zebo (CHN), Jakub Zamojski (POL) |  |
| 1 de Outubro de 2014 | Boxscore | Pts: Vítečková 17 Rbts: Veselá 5 Asts: Elhotová 4 |       | Pts: Gaucher 17 Rbts: Gaucher 7 Asts: M. Plouffe 3 |  | Abdi İpekçi Arena, Istanbul Público: 450 Árbitros: Amy Bonner (USA), Wang Zebo (CHN), Jakub Zamojski (POL) |  |

| 1 de Outubro de 2014 | Boxscore | França                                       | 61–48 | Brasil                                    |  | Ankara Arena, Ankara Público: 450 Árbitros: Roberto Chiari (ITA), Toni Caldwell (AUS), Jasmina Juras (SRB) |  |
| 1 de Outubro de 2014 | Boxscore | Placar por quarto: 12–10, 14–5, 19–15, 16–18 |       |                                           |  | Ankara Arena, Ankara Público: 450 Árbitros: Roberto Chiari (ITA), Toni Caldwell (AUS), Jasmina Juras (SRB) |  |
| 1 de Outubro de 2014 | Boxscore | Pts: Gruda 17 Rbts: Gruda 8 Asts: Dumerc 9   |       | Pts: Souza 11 Rbts: Pinto 7 Asts: Pinto 4 |  | Ankara Arena, Ankara Público: 450 Árbitros: Roberto Chiari (ITA), Toni Caldwell (AUS), Jasmina Juras (SRB) |  |

| 1 de Outubro de 2014 | Boxscore | Sérvia                                                      | 86–79 | Cuba                                        |  | Abdi İpekçi Arena, Istanbul Público: 350 Árbitros: Renaud Geller (BEL), Karen Lasuik (CAN), Guilherme Locatelli (BRA) |  |
| 1 de Outubro de 2014 | Boxscore | Placar por quarto: 16–23, 26–16, 18–23, 26–17               |       |                                             |  | Abdi İpekçi Arena, Istanbul Público: 350 Árbitros: Renaud Geller (BEL), Karen Lasuik (CAN), Guilherme Locatelli (BRA) |  |
| 1 de Outubro de 2014 | Boxscore | Pts: A. Dabović 21 Rbts: Milovanović 9 Asts: four players 2 |       | Pts: Cepeda 18 Rbts: Cepeda 8 Asts: Gelis 8 |  | Abdi İpekçi Arena, Istanbul Público: 350 Árbitros: Renaud Geller (BEL), Karen Lasuik (CAN), Guilherme Locatelli (BRA) |  |

### Quartas de finais
| 3 de Outubro de 2014 | Boxscore | Austrália                                    | 63–52 | Canadá                                             |  | Ülker Sports Arena, Istanbul Público: 500 Árbitros: Tomas Jasevičius (LTU), Antonio Conde (ESP), Özlem Yalman (TUR) |  |
| 3 de Outubro de 2014 | Boxscore | Placar por quarto: 19–17, 17–7, 15–11, 12–17 |       |                                                    |  | Ülker Sports Arena, Istanbul Público: 500 Árbitros: Tomas Jasevičius (LTU), Antonio Conde (ESP), Özlem Yalman (TUR) |  |
| 3 de Outubro de 2014 | Boxscore | Pts: Phillips 16 Rbts: Tolo 9 Asts: Taylor 5 |       | Pts: Ayim 11 Rbts: Ayim 7 Asts: Thorburn, Fields 2 |  | Ülker Sports Arena, Istanbul Público: 500 Árbitros: Tomas Jasevičius (LTU), Antonio Conde (ESP), Özlem Yalman (TUR) |  |

| 3 de Outubro de 2014 | Boxscore | Turquia                                            | 62–61 | Sérvia                                               |  | Ülker Sports Arena, Istanbul Público: 9,500 Árbitros: Roberto Chiari (ITA), Elena Chernova (RUS), Jakub Zamojski (POL) |  |
| 3 de Outubro de 2014 | Boxscore | Placar por quarto: 18–13, 6–17, 17–10, 21–21       |       |                                                      |  | Ülker Sports Arena, Istanbul Público: 9,500 Árbitros: Roberto Chiari (ITA), Elena Chernova (RUS), Jakub Zamojski (POL) |  |
| 3 de Outubro de 2014 | Boxscore | Pts: Pringle 14 Rbts: Pringle 19 Asts: Palazoğlu 4 |       | Pts: M. Dabović 18 Rbts: Ajduković 8 Asts: Radočaj 7 |  | Ülker Sports Arena, Istanbul Público: 9,500 Árbitros: Roberto Chiari (ITA), Elena Chernova (RUS), Jakub Zamojski (POL) |  |

| 3 de Outubro de 2014 | Boxscore | Espanha                                                 | 71–55 | China                                                |  | Ülker Sports Arena, Istanbul Público: 700 Árbitros: Fernando Sampietro (ARG), Kim Bo-hui (KOR), Roberto Oliveros (VEN) |  |
| 3 de Outubro de 2014 | Boxscore | Placar por quarto: 20–9, 15–8, 21–18, 15–20             |       |                                                      |  | Ülker Sports Arena, Istanbul Público: 700 Árbitros: Fernando Sampietro (ARG), Kim Bo-hui (KOR), Roberto Oliveros (VEN) |  |
| 3 de Outubro de 2014 | Boxscore | Pts: Lyttle 24 Rbts: Nicholls 14 Asts: Torrens, Palau 5 |       | Pts: Li M., Sun M. 10 Rbts: Gao S. 8 Asts: Chen X. 5 |  | Ülker Sports Arena, Istanbul Público: 700 Árbitros: Fernando Sampietro (ARG), Kim Bo-hui (KOR), Roberto Oliveros (VEN) |  |

| 3 de Outubro de 2014 | Boxscore | Estados Unidos                                 | 94–72 | França                                       |  | Ülker Sports Arena, Istanbul Público: 3,600 Árbitros: Guilherme Locatelli (BRA), Adrian Nunes (URU), Anne Panther (GER) |  |
| 3 de Outubro de 2014 | Boxscore | Placar por quarto: 29–14, 24–18, 19–16, 22–24  |       |                                              |  | Ülker Sports Arena, Istanbul Público: 3,600 Árbitros: Guilherme Locatelli (BRA), Adrian Nunes (URU), Anne Panther (GER) |  |
| 3 de Outubro de 2014 | Boxscore | Pts: Griner 17 Rbts: Charles 7 Asts: Taurasi 6 |       | Pts: Gruda 18 Rbts: Gruda 9 Asts: Salagnac 4 |  | Ülker Sports Arena, Istanbul Público: 3,600 Árbitros: Guilherme Locatelli (BRA), Adrian Nunes (URU), Anne Panther (GER) |  |

### Torneio de consolação: 5º ao 8º lugar
| 4 de Outubro de 2014 | Boxscore | China                                         | 85–69 | Sérvia                                                       |  | Ülker Sports Arena, Istanbul Público: 200 Árbitros: Amy Bonner (USA), José Fernández (CRC), Karen Lasuik (CAN) |  |
| 4 de Outubro de 2014 | Boxscore | Placar por quarto: 32–22, 11–14, 21–20, 21–13 |       |                                                              |  | Ülker Sports Arena, Istanbul Público: 200 Árbitros: Amy Bonner (USA), José Fernández (CRC), Karen Lasuik (CAN) |  |
| 4 de Outubro de 2014 | Boxscore | Pts: Shao T. 24 Rbts: Lu W. 8 Asts: Sun M. 4  |       | Pts: M. Dabović 12 Rbts: Krnjić, Ajduković 6 Asts: Radočaj 4 |  | Ülker Sports Arena, Istanbul Público: 200 Árbitros: Amy Bonner (USA), José Fernández (CRC), Karen Lasuik (CAN) |  |

| 4 de Outubro de 2014 | Boxscore | Canadá                                                     | 55–40 | França                                            |  | Ülker Sports Arena, Istanbul Público: 200 Árbitros: Tomas Jasevičius (LTU), Toni Caldwell (AUS), Özlem Yalman (TUR) |  |
| 4 de Outubro de 2014 | Boxscore | Placar por quarto: 15–8, 22–8, 10–16, 8–8                  |       |                                                   |  | Ülker Sports Arena, Istanbul Público: 200 Árbitros: Tomas Jasevičius (LTU), Toni Caldwell (AUS), Özlem Yalman (TUR) |  |
| 4 de Outubro de 2014 | Boxscore | Pts: Ayim 12 Rbts: four players 5 Asts: Thorburn, Tatham 4 |       | Pts: Tchatchouang 12 Rbts: Gruda 12 Asts: Lardy 2 |  | Ülker Sports Arena, Istanbul Público: 200 Árbitros: Tomas Jasevičius (LTU), Toni Caldwell (AUS), Özlem Yalman (TUR) |  |

#### Decisão do 7º lugar
| 5 de Outubro de 2014 | Boxscore | Sérvia                                               | 74–88 | França                                                           |  | Ülker Sports Arena, Istanbul Público: 200 Árbitros: Robert Vyklický (CZE), Snehal Bendke (IND), Babacar Guèye (SEN) |  |
| 5 de Outubro de 2014 | Boxscore | Placar por quarto: 20–19, 14–22, 19–19, 21–28        |       |                                                                  |  | Ülker Sports Arena, Istanbul Público: 200 Árbitros: Robert Vyklický (CZE), Snehal Bendke (IND), Babacar Guèye (SEN) |  |
| 5 de Outubro de 2014 | Boxscore | Pts: A. Dabović 19 Rbts: Krnjić 6 Asts: A. Dabović 4 |       | Pts: Cata-Chitiga 16 Rbts: Cata-Chitiga 13 Asts: three players 5 |  | Ülker Sports Arena, Istanbul Público: 200 Árbitros: Robert Vyklický (CZE), Snehal Bendke (IND), Babacar Guèye (SEN) |  |

#### Decisão do 5º lugar
| 5 de Outubro de 2014 | Boxscore | China                                                   | 53–61 | Canadá                                             |  | Ülker Sports Arena, Istanbul Público: 250 Árbitros: Adrian Nunes (URU), Abdelaziz Abassi (TUN), Carole Delauné (FRA) |  |
| 5 de Outubro de 2014 | Boxscore | Placar por quarto: 15–13, 11–19, 15–14, 12–15           |       |                                                    |  | Ülker Sports Arena, Istanbul Público: 250 Árbitros: Adrian Nunes (URU), Abdelaziz Abassi (TUN), Carole Delauné (FRA) |  |
| 5 de Outubro de 2014 | Boxscore | Pts: Shao T. 12 Rbts: Shao T., Lu W. 7 Asts: Cheng F. 2 |       | Pts: Gaucher 16 Rbts: Ayim 9 Asts: three players 3 |  | Ülker Sports Arena, Istanbul Público: 250 Árbitros: Adrian Nunes (URU), Abdelaziz Abassi (TUN), Carole Delauné (FRA) |  |

### Semifinais
| 4 de Outubro de 2014 | Boxscore | Espanha                                               | 66–56 | Turquia                                               |  | Ülker Sports Arena, Istanbul Público: 9,200 Árbitros: Fernando Sampietro (ARG), Guilherme Locatelli (BRA), Anne Panther (GER) |  |
| 4 de Outubro de 2014 | Boxscore | Placar por quarto: 19–20, 9–7, 13–12, 25–17           |       |                                                       |  | Ülker Sports Arena, Istanbul Público: 9,200 Árbitros: Fernando Sampietro (ARG), Guilherme Locatelli (BRA), Anne Panther (GER) |  |
| 4 de Outubro de 2014 | Boxscore | Pts: Torrens 28 Rbts: Lyttle 12 Asts: three players 3 |       | Pts: Yılmaz, Pringle 18 Rbts: Pringle 8 Asts: Alben 4 |  | Ülker Sports Arena, Istanbul Público: 9,200 Árbitros: Fernando Sampietro (ARG), Guilherme Locatelli (BRA), Anne Panther (GER) |  |

| 4 de Outubro de 2014 | Boxscore | Austrália                                            | 70–82 | EUA                                           |  | Ülker Sports Arena, Istanbul Público: 3,600 Árbitros: Renaud Geller (BEL), Robert Vyklický (CZE), Wang Zebo (CHN) |  |
| 4 de Outubro de 2014 | Boxscore | Placar por quarto: 16–19, 14–23, 22–19, 18–21        |       |                                               |  | Ülker Sports Arena, Istanbul Público: 3,600 Árbitros: Renaud Geller (BEL), Robert Vyklický (CZE), Wang Zebo (CHN) |  |
| 4 de Outubro de 2014 | Boxscore | Pts: Phillips 19 Rbts: Taylor, Tolo 6 Asts: Taylor 4 |       | Pts: Charles 18 Rbts: Charles 9 Asts: Moore 5 |  | Ülker Sports Arena, Istanbul Público: 3,600 Árbitros: Renaud Geller (BEL), Robert Vyklický (CZE), Wang Zebo (CHN) |  |

### Decisão do 3º lugar
| 5 de Outubro de 2014 | Boxscore | Turquia                                          | 44–74 | Austrália                                  |  | Ülker Sports Arena, Istanbul Público: 7,000 Árbitros: Antonio Conde (ESP), Amy Bonner (USA), Roberto Oliveros (VEN) |  |
| 5 de Outubro de 2014 | Boxscore | Placar por quarto: 4–17, 15–21, 7–16, 18–20      |       |                                            |  | Ülker Sports Arena, Istanbul Público: 7,000 Árbitros: Antonio Conde (ESP), Amy Bonner (USA), Roberto Oliveros (VEN) |  |
| 5 de Outubro de 2014 | Boxscore | Pts: Yılmaz 13 Rbts: Pringle 8 Asts: Palazoğlu 4 |       | Pts: Tolo 21 Rbts: Burton 7 Asts: Taylor 9 |  | Ülker Sports Arena, Istanbul Público: 7,000 Árbitros: Antonio Conde (ESP), Amy Bonner (USA), Roberto Oliveros (VEN) |  |

### Final
| 5 de Outubro de 2014 | Boxscore | Espanha                                                 | 64–77 | EUA                                           |  | Ülker Sports Arena, Istanbul Público: 5,600 Árbitros: Roberto Chiari (ITA), Jasmina Juras (SRB), Karen Lasuik (CAN) |  |
| 5 de Outubro de 2014 | Boxscore | Placar por quarto: 17–28, 12–20, 19–19, 16–10           |       |                                               |  | Ülker Sports Arena, Istanbul Público: 5,600 Árbitros: Roberto Chiari (ITA), Jasmina Juras (SRB), Karen Lasuik (CAN) |  |
| 5 de Outubro de 2014 | Boxscore | Pts: Lyttle 16 Rbts: Nicholls, Lyttle 11 Asts: Lyttle 4 |       | Pts: Moore 18 Rbts: Charles 8 Asts: Taurasi 8 |  | Ülker Sports Arena, Istanbul Público: 5,600 Árbitros: Roberto Chiari (ITA), Jasmina Juras (SRB), Karen Lasuik (CAN) |  |